# Gewog di Bartsham
Il gewog di Bartsham è uno dei quindici raggruppamenti di villaggi del distretto di Trashigang, nella regione Orientale, in Bhutan.